# Sloup v Čechách
Sloup v Čechách település Csehországban, Česká Lípa-i járásban. Sloup v Čechách Nový Bor, Svojkov, Cvikov és Radvanec településekkel határos. Lakosainak száma 705 fő (2024. január 1.).

## Népesség
A település lakosságának változását az alábbi diagram mutatja:
| Lakosok száma | 1211 | 1074 | 1092 | 826  | 776  | 746  | 696  | 738  | 724  | 705  |
|               | 1869 | 1900 | 1921 | 1961 | 1980 | 2011 | 2016 | 2019 | 2021 | 2024 |